# Look at Me (песня XXXTentacion)
«Look at Me» (стилизовано как Look at Me!, с англ. — «Посмотри на меня») — дебютный сингл американского рэпера XXXTentacion. Премьера песни состоялась 30 декабря 2015 года на SoundCloud. Песня является ведущим синглом с дебютного коммерческого микстейпа Revenge. Трек был спродюсирован Rojas и Jimmy Duval.
Песня получила признание критиков за счёт продакшена и стиля рэпа XXXTentacion и достигла 34 места в американском чарте Billboard Hot 100. В настоящее время она имеет 174 миллионов прослушиваний на SoundCloud, а также 587 миллионов просмотров на YouTube. «Look at Me» был сертифицирован платиной американской ассоциацией звукозаписывающей компании (RIAA) 14 августа 2017 года с более чем одним миллионом эквивалентных единиц.

## Музыкальное видео
Официальный клип на песню «Look at Me» вышел на YouTube-канале артиста 12 сентября 2017 года. В одном клипе демонстрируется сразу два трека XXXTentacion — «Look at Me» и «Riot».

## Споры
Песня впервые получила большое внимание и споры вокруг неё в начале 2017 года, когда канадский рэпер Дрейк использовал аналогичный флоу из «Look at Me» в неизданной песне. Это вызвало вирусный всплеск популярности песни, а также самого Онфроя, находящегося под стражей в то время. Позже песня была выпущена с названием «KMT» в микстейпе Дрейка More Life.
Песня подвергалась дальнейшим спорам в сентябре 2017 года, когда был выпущен клип, в котором был повешан белый ребёнок, в дополнение к другим различным сценам убийства и смерти. Онфрой уточнил в Instagram, что видео должно было быть принято всерьёз, как форма искусства. Вскоре после этого Онфрой заявил в своём видео в Instagram, что член Ку-клукс-клана угрожал ему за сцены из клипа.

## Чарты

### Недельные чарты
| Чарт (2017-18)                        | Высшая позиция |
| ------------------------------------- | -------------- |
| Австрия (Ö3 Austria Top 40)           | 64             |
| Канада (Billboard Canadian Hot 100)   | 33             |
| Франция (SNEP)                        | 61             |
| Венгрия (Single Top 40)               | 36             |
| Венгрия (Stream Top 40)               | 35             |
| Ирландия (IRMA)                       | 61             |
| Италия (FIMI)                         | 98             |
| Нидерланды (Single Top 100)           | 73             |
| Шотландия (OCC Scotland)              | 65             |
| Швеция Sverigetopplistan              | 79             |
| Швейцария (Schweizer Hitparade)       | 50             |
| Великобритания (OCC UK Singles)       | 95             |
| США (Billboard Hot 100)               | 34             |
| США (Billboard Hot R&B/Hip-Hop Songs) | 18             |

### Годовые чарты
| Чарт (2017)                           | Позиция |
| ------------------------------------- | ------- |
| США (Billboard Hot 100)               | 99      |
| США (Billboard Hot R&B/Hip-Hop Songs) | 47      |

## Сертификации
| Регион | Сертификация  | Продажи   |
| --- | ------------- | --------- |
| Франция (SNEP) | Золотой       | 66 666    |
| Италия (FIMI) | Платиновый    | 50 000    |
| Великобритания (BPI) | Платиновый    | 600 000   |
| США (RIAA) | 2× Платиновый | 2 000 000 |
| * Данные о продажах приведены только на основе сертификации. · Данные о продажах + прослушиваниях приведены только на основе сертификации. |               |           |